# Gered Mankowitz
Gered Mankowitz, né le 3 août 1946 à Londres, est un photographe britannique principalement connu pour ses photos des Rolling Stones et de Kate Bush.

## Biographie
Gered Mankowitz est le fils de l'écrivain Wolf Mankowitz.
Il quitte l'école à l'âge de 15 ans. Il ouvre son propre studio à la fin 1963. Il commence à travailler avec Marianne Faithfull et The Rolling Stones, et on lui demande de partir en tournée avec The Rolling Stones. Après, il eut l'opportunité de faire des photos de Jimi Hendrix, Free, Traffic, The Yardbirds, The Small Faces, Soft Machine, Slade, Gary Glitter, Suzi Quatro, Sweet, Elton John, Kate Bush, Eurythmics, ABC et Duran Duran

## Livres
- The Experience: Jimi Hendrix at Mason’s Yard, 2013.
- Gered Mankowitz: 50 Years of Rock and Roll Photography, avec Brian Southall, Pete York, et Annie Lennox, 2014  (ISBN 9781847960658)
- Rolling Stones (One on One), avec Sean Egan, 2012.
- The Stones 65-67, avec Andrew Loog Oldham, 2004.
- Satisfaction: The Rolling Stones 1965-1967, 1984.
- Chapters of Gold: The life of Mary in Mosaics, avec Rachel Billington, 2005.
- The Experience: Jimi Hendrix at Mason's yard, avec Richie Unterberger, 2011.
- Hit Parade, avec Harry Hammond, 1984.
- Satisfaction, avec Andrew Loog Oldham, 1984.
- The Jimi Hendrix Experience in 1967, avec Brian Hogg, 1991.
- I-Contact, 2002.
- Jimi Hendrix: The complete Masons Yard Photo Sessions
- The Rolling Stones- Out of Their Heads: 1965-1967/1982: Photographs, 2006.
- Masons Yard to Primrose Hill, 1995.
- Pop shots, avec Harry Mankowitz, 1984.
- Pop Stars Portraits of the 50’s 60’s 70’s and 80’s, avec Harry Hammond, 1984.